# Tanba
Tanba è una città giapponese della prefettura di Hyōgo.